# Pidonia hamadryas
Pidonia hamadryas là một loài bọ cánh cứng trong họ Cerambycidae.